# Cyananthus longiflorus
Cyananthus longiflorus är en klockväxtart som beskrevs av Adrien René Franchet. Cyananthus longiflorus ingår i släktet Cyananthus, och familjen klockväxter. Inga underarter finns listade i Catalogue of Life.